# Justin Barron
Justin Barron, född 15 november 2001, är en kanadensisk professionell ishockeyback som är kontrakterad till Montreal Canadiens i NHL och spelar för Rocket de Laval i AHL.
Han har tidigare spelat för Colorado Avalanche i NHL; Colorado Eagles i AHL samt Halifax Mooseheads i LHJMQ.
Barron draftades av Colorado Avalanche i första rundan i 2020 års draft som 25:e spelare totalt.

## Statistik
| 2014–2015    | Halifax Accel Hawks | NSMBHL       | 21  | 1  | 7  | 8   | 8  | 2  | 0 | 0  | 0  | 2  |
| 2015–2016    | Halifax Accel Hawks | NSMBHL       | 31  | 8  | 10 | 18  | 26 | 2  | 0 | 1  | 1  | 2  |
| 2016–2017    | Halifax McDonald's  | NSMMHL       | 38  | 6  | 19 | 25  | 2  | 9  | 0 | 6  | 6  | 2  |
| 2017–2018    | Halifax Mooseheads  | LHJMQ        | 51  | 2  | 19 | 21  | 8  | 9  | 0 | 3  | 3  | 2  |
| 2018–2019    | Halifax Mooseheads  | LHJMQ        | 68  | 9  | 32 | 41  | 34 | 23 | 2 | 11 | 13 | 10 |
| 2019–2020    | Halifax Mooseheads  | LHJMQ        | 34  | 4  | 15 | 19  | 6  | —  | — | —  | —  | —  |
| 2020–2021    | Halifax Mooseheads  | LHJMQ        | 33  | 8  | 23 | 31  | 40 | —  | — | —  | —  | —  |
|              | Colorado Eagles     | AHL          | 7   | 1  | 3  | 4   | 4  | 2  | 1 | 2  | 3  | 0  |
| 2021–2022    | Colorado Avalanche  | NHL          | 2   | 0  | 0  | 0   | 0  | —  | — | —  | —  | —  |
|              | Colorado Eagles     | AHL          | 43  | 5  | 15 | 20  | 8  | —  | — | —  | —  | —  |
|              | Montreal Canadiens  | NHL          | 5   | 1  | 1  | 2   | 0  | —  | — | —  | —  | —  |
| 2022–2023    | Montreal Canadiens  | NHL          | 39  | 4  | 11 | 15  | 20 | —  | — | —  | —  | —  |
|              | Rocket de Laval     | AHL          | 25  | 7  | 9  | 16  | 6  | —  | — | —  | —  | —  |
| NHL totalt   | NHL totalt          | NHL totalt   | 46  | 5  | 12 | 17  | 20 | —  | — | —  | —  | —  |
| AHL totalt   | AHL totalt          | AHL totalt   | 75  | 13 | 27 | 40  | 18 | 2  | 1 | 2  | 3  | 0  |
| LHJMQ totalt | LHJMQ totalt        | LHJMQ totalt | 186 | 23 | 89 | 112 | 88 | 32 | 2 | 14 | 16 | 12 |

### Internationellt
| Källa: Uppdaterad: 2021-12-15 | Källa: Uppdaterad: 2021-12-15 | Källa: Uppdaterad: 2021-12-15 |         | Utv = Utvisningsminuter | Utv = Utvisningsminuter | Utv = Utvisningsminuter | Utv = Utvisningsminuter | Utv = Utvisningsminuter |
| År                            | Lag                           | Mästerskap                    | Matcher | Mål                     | Assists                 | Poäng                   | Utv                     |                         |
| ----------------------------- | ----------------------------- | ----------------------------- | ------- | ----------------------- | ----------------------- | ----------------------- | ----------------------- | ----------------------- |
| 2018                          | Kanada                        | Hlinka Gretzky                | 7       | 0                       | 2                       | 2                       | 0                       |                         |
| 2021                          | Kanada                        | JVM                           | 5       | 0                       | 5                       | 5                       | 0                       |                         |
| Junior totalt                 | Junior totalt                 | Junior totalt                 | 12      | 0                       | 7                       | 7                       | 0                       |                         |

## Privatliv
Justin Barron är yngre bror till Morgan  Barron.